# Tweede Kamerverkiezingen in het kiesdistrict Doetinchem (1848-1850)
Tweede Kamerverkiezingen in het kiesdistrict Doetinchem (1848-1850) geeft een overzicht van verkiezingen voor de Nederlandse Tweede Kamer in het kiesdistrict Doetinchem in de periode 1848-1850.
Het kiesdistrict Doetinchem werd ingesteld na de grondwetsherziening van 1848.  Tot het kiesdistrict behoorden de volgende gemeenten: Ambt Doetinchem, Angerlo, Bergh, Didam, Doesburg, Duiven, Gendringen, Herwen, Hummelo, Pannerden, Stad Doetinchem, Wehl, Westervoort, Wisch en Zevenaar.
Het kiesdistrict Doetinchem koos één lid van de Tweede Kamer.
Legenda
- cursief: in de eerste verkiezingsronde geëindigd op de eerste of tweede plaats, en geplaatst voor de tweede ronde;
- vet: gekozen als lid van de Tweede Kamer.

## 30 november 1848
De verkiezingen werden gehouden na ontbinding van de Tweede Kamer, na inwerkingtreding van de herziene grondwet.
|                                   | 30 november | 13 december |
| --------------------------------- | ----------- | ----------- |
| Kiesgerechtigden                  | 615         | 615         |
| Opkomst                           | 590         | 587         |
| Geldige stemmen                   | 588         | 576         |
| Blanco stemmen                    | 1           | 11          |
| Kandidaten                        |             |             |
| J.A.C.A. van Nispen van Sevenaer  | 248         | 289         |
| J.T.H. Nedermeyer van Rosenthal   | 274         | 287         |
| C.E.J.F. van Nispen van Pannerden | 55          |             |

## Opheffing
In 1850 werd het kiesdistrict Doetinchem opgeheven. De gemeenten die deel uitmaakten van het kiesdistrict werden verdeeld over de kiesdistricten Nijmegen en Zutphen.